# Sidney Paget
Sidney Edward Paget (pronuncia: /ˈpædʒit/) (Londra, 4 ottobre 1860 – Margate, 28 gennaio 1908) è stato un illustratore britannico dell'età vittoriana, conosciuto soprattutto per le illustrazioni di Sherlock Holmes sulla rivista The Strand.

## Biografia

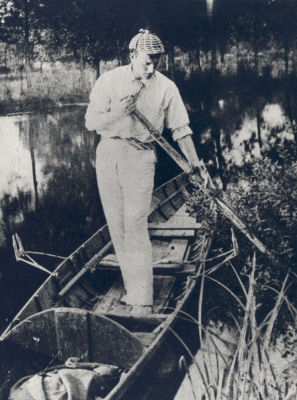
Sidney con un cappello deerstalker

Quinto di nove figli, Sidney nacque da Robert Paget, sagrestano delle chiese di St. James e St. John a Clerkenwell, e Martha Clarke, insegnante di musica. Nel 1881 entrò alla Royal Academy of Arts, dove fece amicizia con Alfred Morris Butler, studente di architettura che probabilmente ispirò la figura di John Watson nelle future illustrazioni di Paget. Fra il 1879 e il 1905, Sidney contribuì a diciotto dipinti, di cui 9 ritratti, per le mostre della Royal Academy.
I disegni di Paget apparvero su giornali e riviste quali Strand Magazine, Pictorial Work, The Sphere, The Graphic, The Illustrated London News e The Pall Mall Magazine, e i suoi disegni divennero famosi nel Regno Unito e negli Stati Uniti. Realizzò le illustrazioni per Martin Hewitt di Arthur Morrison e per gran parte dei racconti di Sherlock Holmes di Arthur Conan Doyle, tentando di agevolare la diffusione di entrambe le serie.
Il 1º giugno 1893, Paget sposò Edith Hounsfield (nata 1865), figlia dell'agricoltore William Hounsfield. La coppia ebbe quattro figlie e due figli: Leslie Robert (1894), Winifred (1896), Edith Muriel (1897), Evelyn Mereoah (1899), Beryl May (1902) e John L. (del quale non è nota la data di nascita). Sidney morì a Margate il 28 gennaio 1908, dopo aver sofferto per anni a causa di un dolore al torace; fu sepolto nell'East Finchley Cemetery.
Secondo il certificato di morte, la causa del decesso sarebbe un tumore al mediastino sviluppatosi tre anni addietro. Tale tipo di tumore, di rara occorrenza, colpisce l'intercapedine tra le pleure e a inizio '900 costituiva una condanna a morte sicura: oltre un secolo dopo, la conoscenza di questa malattia è ancora scarsa.
Due dei suoi fratelli, Henry Marriot (1856-1936) e Walter Stanley (1863-1935) furono come lui ritrattisti e illustratori di successo.

## Le illustrazioni perThe Strand

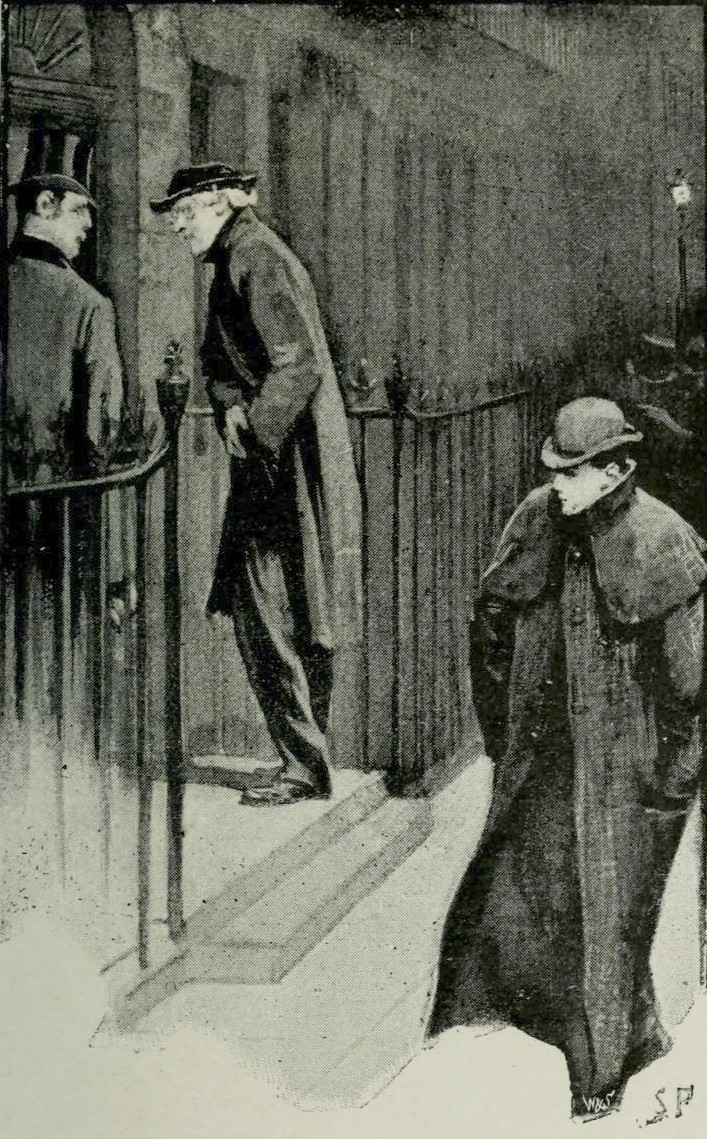
Illustrazione di Uno scandalo in Boemia del luglio 1891

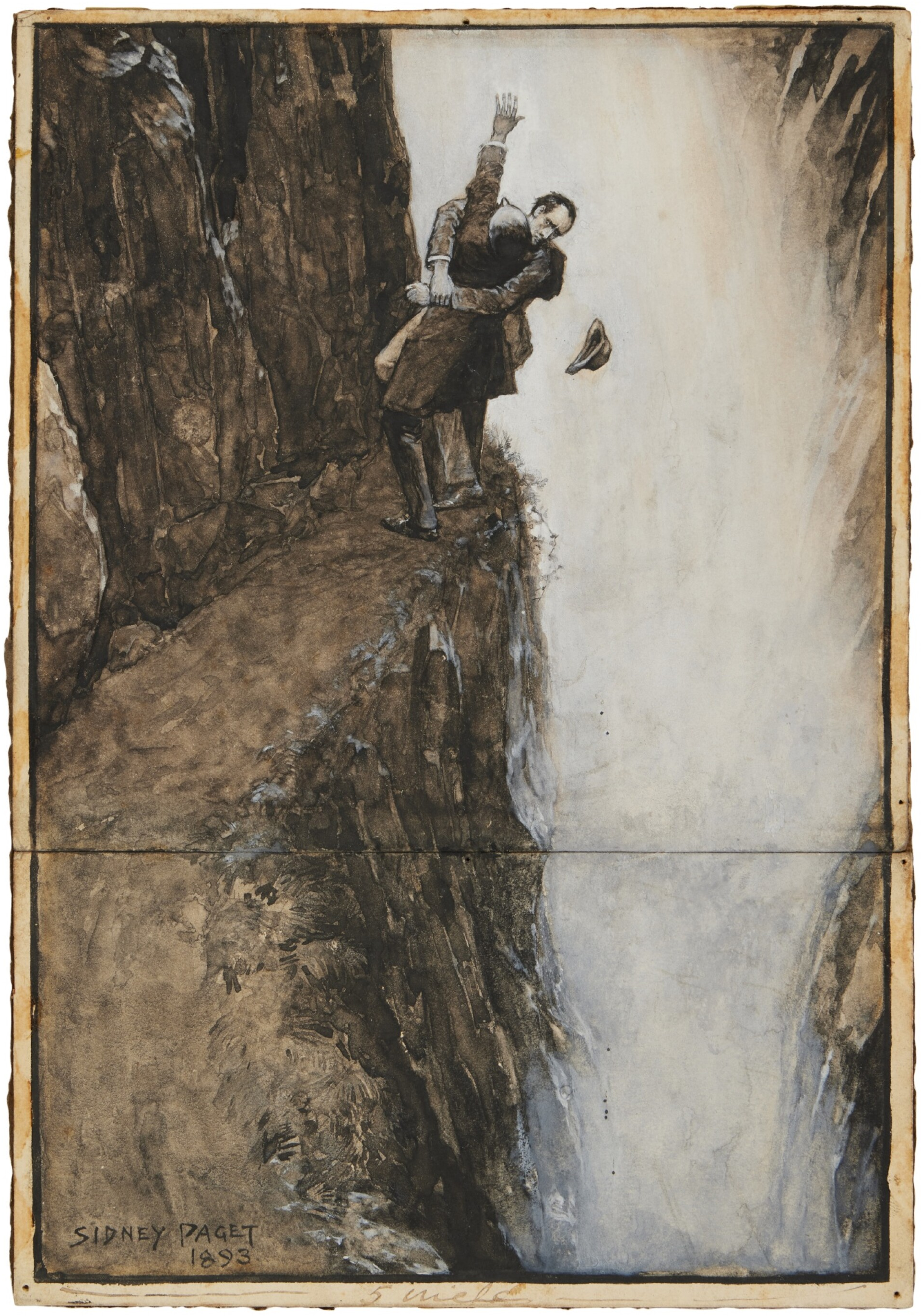
Holmes e Moriarty sull'orlo delle cascate Reichenbach.

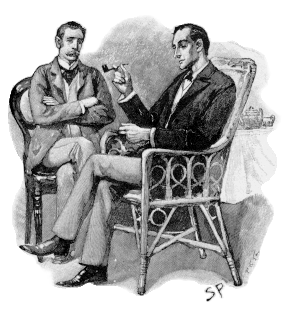
Holmes e Watson in un'illustrazione del 1893

La fama di Paget deriva soprattutto dall'illustrazione della serie di Sherlock Holmes, eseguita per la pubblicazione originale da parte di Conan Doyle sul The Strand Magazine. A lungo si è creduto che la sua assunzione per l'illustrazione della raccolta Le avventure di Sherlock Holmes fosse stata casuale: l'editore avrebbe avuto intenzione di assumere suo fratello Walter Paget, ma per errore la lettera sarebbe stata inviata a Sidney. In realtà questa versione non è basata su fatti dimostrati e un recente articolo dello studioso Ira Matetsky sul Baker Street Journal la mette fortemente in dubbio.
Nonostante la diffusa credenza popolare che Paget abbia basato l'aspetto fisico di Holmes su quello di Walter, suo fratello Henry Marriot smentì la teoria con queste testuali parole:
(Henry Marriot Paget)
Nel 1893 Paget illustrò Le memorie di Sherlock Holmes, pubblicate su The Strand come seguito delle Avventure. Quando Conan Doyle riavviò la serie con Il mastino dei Baskerville, pubblicato sullo Strand fra il 1901 e il 1902, richiese espressamente che fosse ancora Paget ad illustrarlo. Egli illustrò anche la raccolta Il ritorno di Sherlock Holmes degli anni 1903-1904, per un totale di 37 storie di Sherlock Holmes. Le sue illustrazioni hanno influenzato numerosi adattamenti futuri fra fiction, cinema e teatro.
Lo Strand divenne una delle più prestigiose riviste di narrativa di tutta la Gran Bretagna, con la serie di Sherlock Holmes come fiore all'occhiello. Con il crescere della popolarità della serie, le illustrazioni di Paget divennero sempre più elaborate. A partire da Il problema finale, del 1893, quasi tutte le storie avevano un'illustrazione a pagina intera e numerosi disegni più piccoli al loro interno. I disegni assunsero anche un tono più scuro, poiché Paget utilizzava il bianco e nero per riflettere il carattere cupo delle storie. Lo stile oscuro e ombreggiato delle sue illustrazioni è stato probabilmente fonte d'ispirazione per i film polizieschi americani e sui film noir, nonché sui vari adattamenti cinematografici dei racconti di Holmes.
Inoltre, Paget è stato il primo a ritrarre Holmes con il cappello deerstalker e la mantellina Inverness, mai menzionate nei racconti di Conan Doyle. Essi apparvero per la prima volta nelle illustrazioni de Il mistero di Boscombe Valley e di Silver Blaze, nonché in alcune illustrazioni de Il ritorno di Sherlock Holmes. La pipa calabash fu aggiunta invece da William Gillette.
Complessivamente, Paget realizzò 356 disegni per la serie e dopo la sua morte, nel 1908, gli altri illustratori capirono di essere costretti ad imitare lo stile di Paget. Le sue illustrazioni furono ristampate in numerose riedizioni delle storie di Holmes, divenendo un'icona dei racconti. Un set completo di fascicoli dello Strand con illustrazioni originali è stato uno degli oggetti più costosi nella storia dell'editoria. Il disegno originale di 10,5 x 6,75 pollici raffigurante Holmes e Moriarty lottare sul bordo delle Cascate Reichenbach è stato venduto da Sotheby's a New York il 16 novembre 2004 per 220 800 $. La presa a due mani raffigurata è stata utilizzata nel film Sherlock Holmes - Gioco di ombre (2011), nonostante non sia mai menzionata nel libro.